# Confédération intersyndicale de Mayotte
La Confédération intersyndicale de Mayotte (CISMA) est l'une des centrales syndicales de l'île de Mayotte, département français de l'océan Indien.

## Histoire
Associée à la Confédération française démocratique du travail (CFDT), elle est fondée en 1994.
La CISMA-CFDT regroupe onze branches réparties par secteur d'activité, dans le public (toutes les fonctions publiques) et le privé, notamment :
- Santé,
- Éducation nationale (en collaboration avec le Syndicat général de l'Éducation nationale pour le second degré[1]),
- Commerce,
- Pétrole-énergie (en collaboration avec la fédération chimie énergie-CFDT.

Son secrétaire général était, jusqu'aux élections législatives françaises de 2012, lorsqu'il a été élu député de la 1re circonscription de Mayotte, Boinali Saïd, instituteur.
C'est désormais Ousseni Balahachi, issu du secteur CISMA Santé, qui est à la tête de la centrale.
Anli Rigotard est porte-parole depuis 2017.
En mars 2015, à l'occasion de son 7e congrès la CISMA-CFDT change de nom pour devenir la CFDT Mayotte (Union interprofessionnelle CFDT de Mayotte). Elle est, en septembre 2015, un des artisans de l'accord sur l’application du code de travail national et des conventions collectives à Mayotte.